# Sara Curtis
Sara Curtis, née à Savillan (Savigliano) le 19 août 2006, est une nageuse italienne, spécialisée en nage libre.

## Biographie
Sara Curtis est né à Savillan d'un père italien et d'une mère nigériane. Elle est entraînée par Thomas Maggiora
Dans les catégories des jeunes, elle a emporté cinq médailles mondiales et quinze médailles européennes (dont dix en or)
. Elle a fait ses débuts chez les seniors en 2023, aux Championnats d'Europe de natation en petit bassin à Otopeni, où elle remporte deux médailles d'argent au relais.
Le 8 mars 2024, elle établit un nouveau record italien au 50 mètres nage libre lors des Championnats d'Italie de printemps à Riccione, avec un temps de 24s56. Un mois plus tard, toujours à Riccione, elle établit un nouveau record national (ainsi que le record du monde junior) au 50 mètres dos en petit bassin, en 26s08. Le 16 novembre 2024, lors des Championnats d'hiver d'Italie, elle établit un nouveau record italien au 50 mètres nage libre en petit bassin avec un temps de 23s77. En décembre, elle participe aux championnats du monde en petit bassin à Budapest, où elle remporte sa première médaille d'or internationale au niveau senior en remportant le relais mixte 4x50 mètres nage libre.
Le 15 avril 2025, lors des championnats de printemps à Riccione, elle établit un nouveau record national du 100 mètres nage libre en 53s01, améliorant ainsi le 53s18 de Federica Pellegrini qui datait de 2016
. Le lendemain, elle établit un nouveau record à deux reprises au 50 mètres nage libre, l'abaissant à 24s52 dans les séries du matin et à 24s43 dans la finale de l'après-midi.